# Homme mellifié
 (avril 2020).
Si vous disposez d'ouvrages ou d'articles de référence ou si vous connaissez des sites web de qualité traitant du thème abordé ici, merci de compléter l'article en donnant les références utiles à sa vérifiabilité et en les liant à la section « Notes et références ».
 (avril 2020).

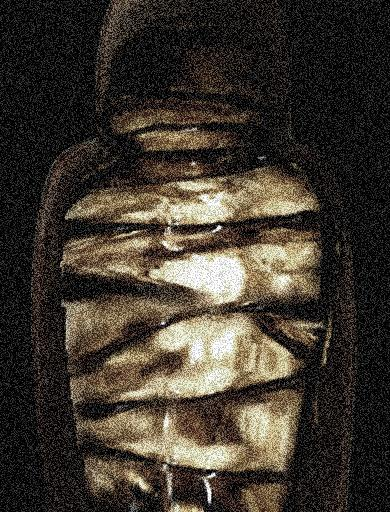
Un homme mellifié (vue d'artiste)

Un homme mellifié est une substance médicinale mythique créée en plaçant un cadavre humain dans du miel. La concoction est détaillée dans plusieurs sources médicales chinoises, et plus spécifiquement le Bencao gangmu du médecin et herboriste Li Shizhen.
Rapportant des témoignages indirects, Li décrit une pratique selon laquelle de vieux hommes proche de la mort, en Arabie, se seraient soumis à un processus de momification dans du miel afin de produire un médicament.
Le procédé diffère d'un simple don de son corps, en raison de son caractère auto-sacrificiel. Le processus de mellification devait, idéalement, commencer avant la mort. Le donneur arrêtait de manger autre chose que du miel, en allant jusqu'à s'immerger dans le produit. Rapidement, ses excréments (et même sa sueur, d'après la légende) devenaient du miel. Une fois que ce régime eut causé la mort, le corps du donneur était placé dans un cercueil de pierre empli de miel.
Après un siècle ou plus, le contenu du cercueil se transformerait en une sorte de confection, supposée guérir fractures et autres maladies. Cette confection très rare aurait été vendue dans les marchés de rue à un prix très élevé.